# 미미의 컴퓨터 여행
'미미의 컴퓨터 여행'(원제 : ミームいろいろ夢の旅)는 1983년 4월 3일부터 1985년 9월 29일까지 일본 TBS에서 방송된 만화영화이다. 전체 127화가 방송되었으며, 2편의 실사특별편이 방송되어 총 129화로 구성되어 있다.
주인공 이름 미미(일본명 : ミーム)는 영국의 생물학자 리처드 도킨스의 저서 '이기적 유전자'에서 설명하고 있는 문화전달자 - 밈(meme)의 일본식 발음이다. 실제 만화에서 주인공 미미는 컴퓨터에서 나와 새로운 사실을 전달하는 역할을 맡고 있다. 또한 당시 NTT가 프로그램의 단독 스폰서로 되어 있어 이야기 중에 전화나 통신에 관한 내용이 많이 포함되어 있다.
한국에는 1986년 KBS2 TV에서 방송되었으며, 1989년 EBS에서도 방송되었다.